# Szun Ja-nan
Szun Ja-nan ( 孙亚楠, pinjin: Sūn Yànán; Fengcseng, 1992. szeptember 15. –) kínai női szabadfogású birkózó. A 2018-as birkózó-világbajnokságon bronzérmet nyert 50 kg-os súlycsoportban, szabadfogásban. Olimpiai bajnoki bronzérmes volt a 2016. évi nyári olimpiai játékokon. Egyszeres világbajnoki arany-, ezüst- és bronzérmes. A 2014-es Ázsia Játékokon ezüstérmet nyert. A 2016-os és a 2011-es Ázsia Bajnokságon aranyérmet szerzett 48 kg-ban.

## Sportpályafutása
A 2018-as birkózó-világbajnokságon az 50 kg-osok súlycsoportjában megrendezett bronzmérkőzés során az észak-koreai Kim Szonhjang volt ellenfele, akit 10–0-ra legyőzött.